# Sylonidae
Sylonidae är en familj av kräftdjur. Sylonidae ingår i ordningen rotfotingar, klassen Maxillopoda, fylumet leddjur och riket djur.
Familjen innehåller bara släktet Sylon.